# Federico Mayor Zaragoza

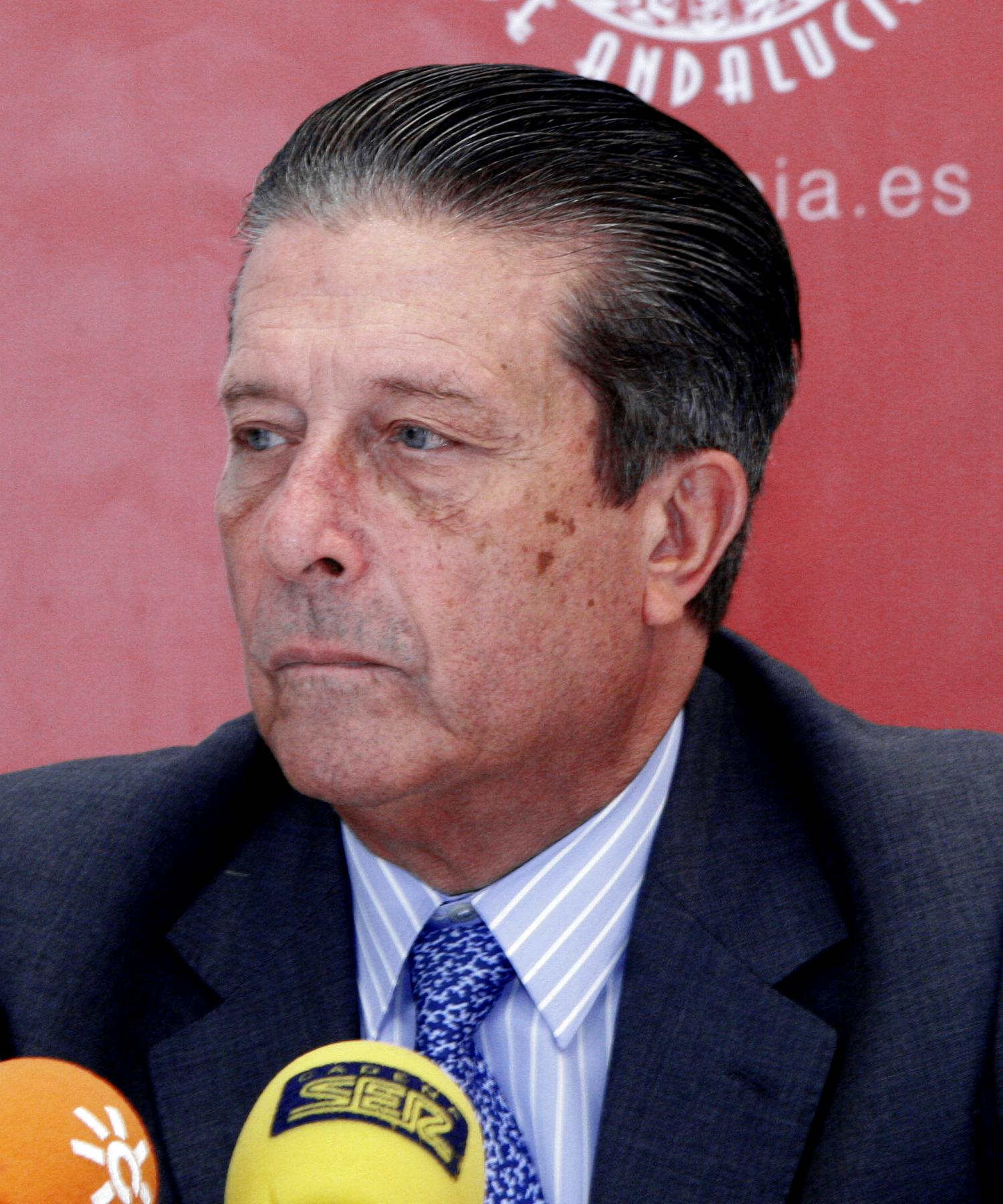
Federico Mayor Zaragoza (2007)

Federico Mayor Zaragoza (* 27. Januar 1934 in Barcelona; † 19. Dezember 2024 in Madrid) war ein spanischer Biologe und Politiker (Unión de Centro Democrático), er war Generaldirektor der UNESCO vom 15. November 1987 bis 1999. Danach war er der Leiter der spanischen Stiftung Cultura de paz.

## Leben

### Wissenschaftliche Laufbahn
Mayor schloss ein Studium der Biochemie an der Universität Complutense Madrid ab. Er lehrte an den Universitäten Granada und Madrid, er war Rektor der Universität Granada (1968–1972) und Mitgründer eines Molekularbiologiezentrum. Insbesondere wegen seiner Arbeit zum Hirnstoffwechsel bei Neugeboren gilt Mayor als international renommierter Biochemiker und Molekularbiologe.
1993 wurde er zum ordentlichen Mitglied der Academia Europaea gewählt.

### Politisches Wirken
Mayor war in Spanien Staatssekretär (1970–1976), Minister für Bildung und Wissenschaft (1981–1982), Mitglied des spanischen (1977) und des Europaparlaments (1987). Er war Mitglied der Unión de Centro Democrático. Zwischen 1978 und 1984 war Mayor zuerst Stellvertreter, später Berater des UNESCO-Generaldirektors, von 15. November 1987 bis 1999 Generaldirektor. Die Amtsübernahme von Mayor fiel in eine der schwierigsten Phasen der UNESCO, seine Amtszeit wurde wesentlich vom Ende der Bipolarität und den damit verbundenen politischen und geistigen Umbrüchen geprägt. Dennoch gelang ihm z. B. die Gründung des Welterbezentrums (WHC) unter der Leitung des Deutschen Bernd von Droste zu Hülshoff, der später sein Stellvertreter wurde.

### Gesellschaftlich-wissenschaftliches Engagement
Mayor war Mitglied des Club of Rome, war Mitglied zahlreicher wissenschaftlicher Gesellschaften, er war Ehrenmitglied des Club of Budapest und Mitglied der Ehrenschutzkomitee der Internationalen Koordination für die Dekade, welche für eine Kultur des Friedens und der Gewaltfreiheit für die Kinder der Welt eintritt. Bei der Erklärung von Sevilla zur Gewaltfrage (1986) gehörte er zu den Erstunterzeichnern.
Danach war Mayor Leiter der spanischen Stiftung Cultura de paz („Friedenskultur“). In vielen Publikationen hat er sich mit gesellschaftlichen Fragen zu Wissenschaft und Forschung auseinandergesetzt.
Von 1995 bis 2000 gehörte er der Jury des Internationalen Nürnberger Menschenrechtspreises an.

## Tod
Federico Mayor Zaragoza starb im Dezember 2024 im Alter von 90 Jahren in Madrid.